# Tal Ben Haim
Tal Ben Haim (på hebraisk: טל בן-חיים) (født 31. marts 1982 i Rishon LeZion, Israel) er en israelsk fodboldspiller, der spiller som forsvarsspiller hos Maccabi Tel Aviv. Tidligere har han spillet for blandt andet Bolton Wanderers, Chelsea, Queens Park Rangers, Manchester City og Sunderland i England.
Ben Haim var i 2003 med til at vinde det israelske mesterskab med Maccabi Tel Aviv.

## Landshold
Ben Haim står (pr. april 2018) noteret for 92 kampe og to scoringer for Israels landshold, som han debuterede for 13. februar 2002 i en venskabskamp mod Tyskland. 

## Titler
Israelske Mesterskab
- 2003 med Maccabi Tel Aviv